# Koppelschloss

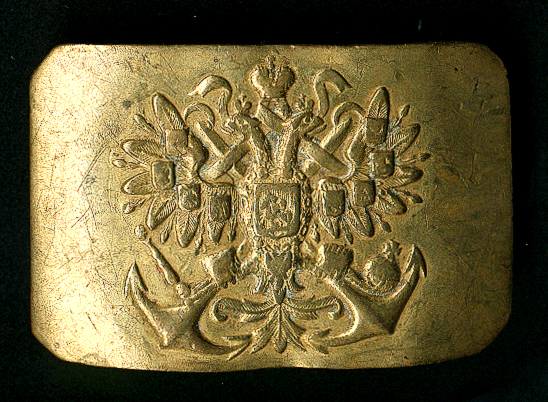
Russisches Koppelschloss
(Erster Weltkrieg)

Ein Koppelschloss ist die aus Metall gefertigte Schließe eines Gürtels, der zu einer Uniform gehört – ein solcher Gürtel wird „Koppel“ genannt. Ursprünglich handelte es sich um eine militärische Bezeichnung. Der allgemeine Gebrauch von Koppelschlössern begann etwa Mitte des 19. Jahrhunderts. Sie wurden in unterschiedlichen Formen hergestellt, zum Beispiel als Kastenschloss in Prägeform oder nur als Metallplatte. Es gab Koppelschlösser aus lackiertem Blech, Tombak, Neusilber, Messing oder auch aus zweierlei Metall (Grundplatte mit Auflage).
Bei Polizei, Feuerwehr und Hilfsorganisationen in Deutschland werden Koppelschlösser im Allgemeinen nicht mehr verwendet. Andererseits haben sie auch bei Gürteln in der allgemeinen Bekleidungsmode Einzug gehalten.

## Befestigung

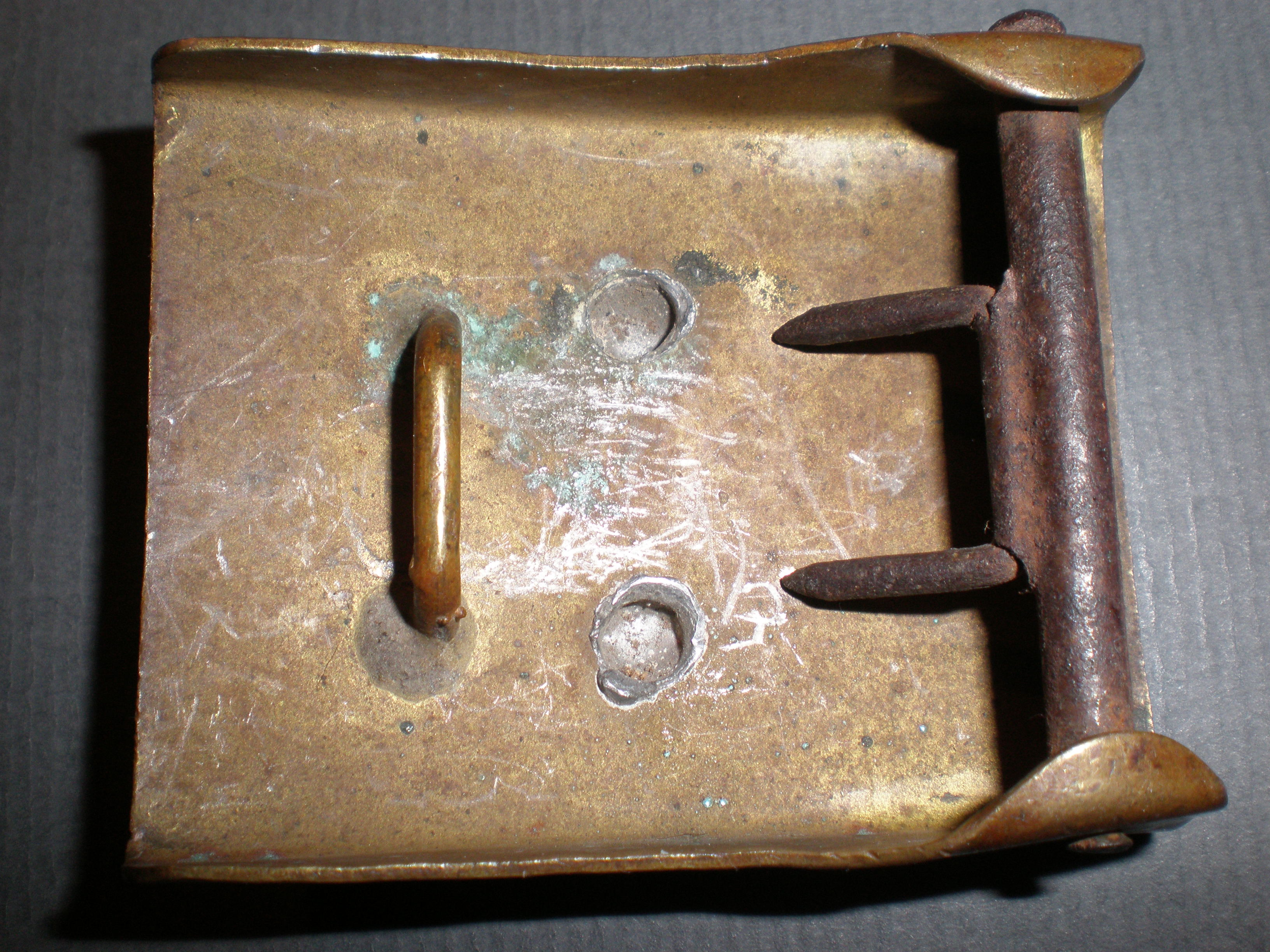
Rückseite eines preußischen Koppelschlosses mit zwei Verstelldornen

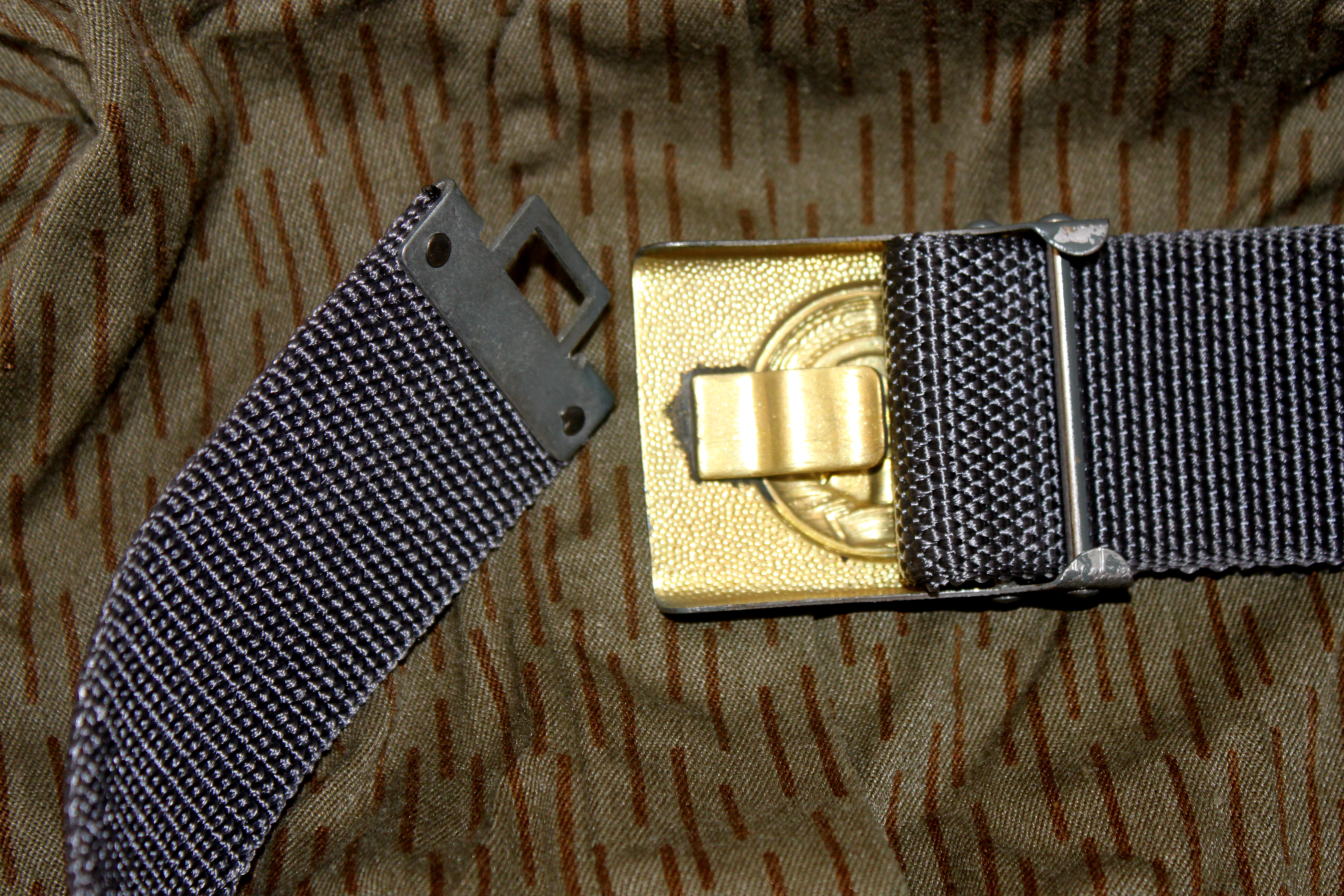
Feldkoppel der NVA mit Klemmstift

An den – ursprünglich nur ledernen – Riemen wurden die Koppelschlösser in der Regel mit einer Zweidornschnalle auf der Unterseite befestigt. Auf der anderen Seite wurden sie mit Haken und Öse geschlossen. Die Öse befindet sich an der Unterseite des Koppelschlosses, in die das andere Ende des Riemens mit dem dort angebrachten Haken eingesetzt werden kann. Ist der Steg einer Dornschnalle – meist Zweidornschnalle – so gestaltet, dass er sich zum Einhaken eignet, kann er die Aufgabe der Öse übernehmen. In diesem Fall werden auch solche Zweidornschnallen gelegentlich als Koppelschloss bezeichnet.
Nachdem man in Österreich-Ungarn während des Ersten Weltkrieges aus Mangel an Rohleder begonnen hatte, die Koppelriemen aus Webmaterial zu fertigen, wurde das Schloss auf dem Gürtel festgeklemmt. Letztere Methode war auch bei der Bundeswehr bis zur Umkleidung von Steingrau (auch Olivgrün genannt) in Tarndruck am Webgurt-Feldkoppel üblich.
Bei den Webgürteln der Nationalen Volksarmee und bei der US Army wurde das Schloss hingegen mittels eines Klemmstiftes stufenlos fixiert.

## Verschiedene Muster
Bei früheren Streitkräften waren unterschiedliche Koppelschlösser in Gebrauch. Im Folgenden findet sich eine Auflistung von Mustern.

### Bis 1918

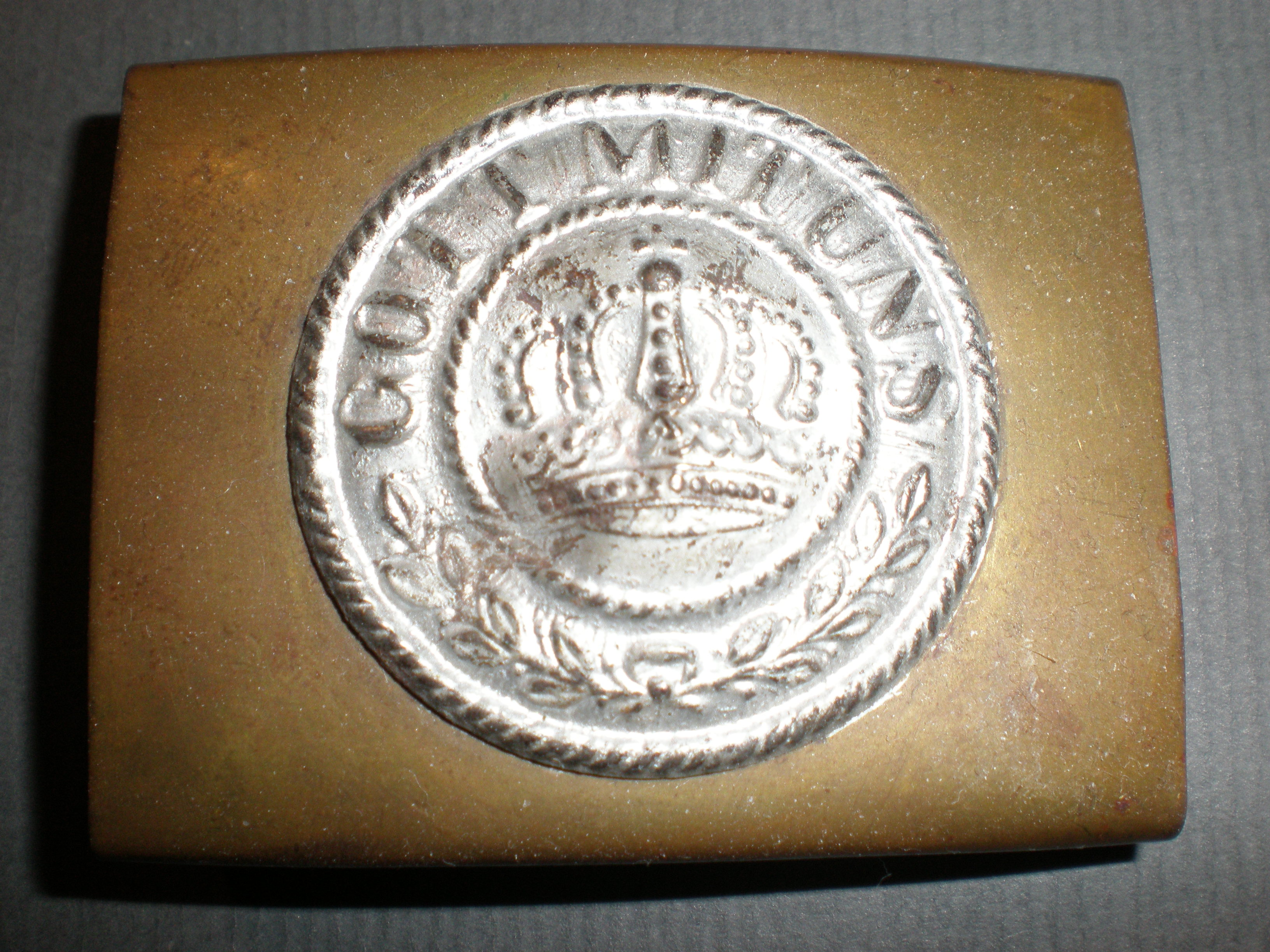
Preußen: Königskrone und Lorbeer

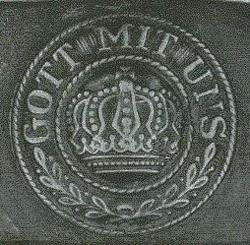
Erster Weltkrieg: Königskrone und Lorbeer

- Königreich Preußen und die kleineren Länder, die sich der preußischen Militärkonvention angeschlossen hatten (Baden, Oldenburg, Hansestädte und Thüringische Staaten): Die preußische Königskrone mit (oben) halber Umschrift GOTT MIT UNS und (unten) halbem Lorbeerkranz, Messingschloss mit neusilbernem Schild.

- Bei den Truppen des Deutschen Kaiserreiches (Seebataillone, Marine, Schutztruppe): Die deutsche Kaiserkrone mit (oben) halber Umschrift GOTT MIT UNS und (unten) halbem Eichenlaub, Messingschloss mit neusilbernem Schild.

- Königreich Sachsen: Schloss (mit je nach Knöpfen) in Neusilber oder Tombak mit umgekehrtem aufgelegtem Rundstück – sächsische Königskrone mit (oben) dreiviertel Umschrift PROVIDENTIAE MEMOR (Der Vorsehung eingedenk) und (unten) ein viertel Eichenlaub.
  - Das Infanterieregiment „Prinz Johann Georg“ Nr. 107: Messingschloss mit neusilberner Scheibe mit den verschlungenen Buchstaben J G und darüber die Königskrone.
  - Das Schützenregiment Nr. 108: Messingschloss und neusilberne Scheibe, darin zweimal der Buchstabe G (gegeneinander verschlungen) und darüber die Königskrone.

- Königreich Bayern: Muster wie Preußen, jedoch mit bayerischer Königskrone und den Worten IN TREUE FEST.

- Großherzogtum Hessen: Messingschloss mit eingeprägter Großherzogskrone.
  - Leibgarde-Infanterieregiment Nr. 115: neusilbernes Schloss mit Krone.

- Großherzogtum Mecklenburg-Schwerin: Messingschloss mit aufgelegtem, neusilbernem Gardestern und Großherzoglichem Wappen.

- Königreich Württemberg: Messingschloss mit aufgelegter, neusilberner Scheibe, darin das Königliche Wappen und die Umschrift FURCHTLOS UND TREW.

- Großherzogtum Mecklenburg-Strelitz: Messingschloss mit aufgelegter neusilberner Scheibe mit dem Großherzoglichen Wappen.

Die Kavallerie trug keine Koppelschlösser, sondern Gürtel mit Zweidornschnalle.

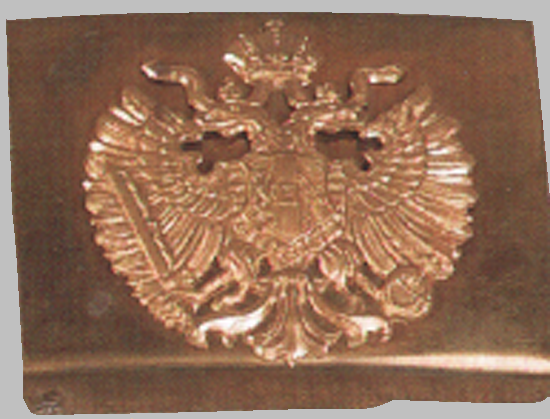
K.u.k. Koppelschloss mit dem Doppeladler

### Österreich-Ungarn
In Österreich-Ungarn trugen die Landstreitkräfte der k.u.k. Armee und der k.k. Landwehr ein Messingschloss mit abnehmbaren Doppeladler, die k.u. Landwehr (Honvéd) ein Messingschloss mit abnehmbarem königlich-Ungarischen Wappen. Ab dem 6. November 1915 sollte nur noch das neue Koppelschloss (mit Doppelwappen) verwendet werden. Wie auch in Deutschland führte die zunehmende Materialverknappung dazu, dass Schlösser in allen möglichen Materialien und Ausführungen hergestellt wurden.

### Reichswehr bis 1933

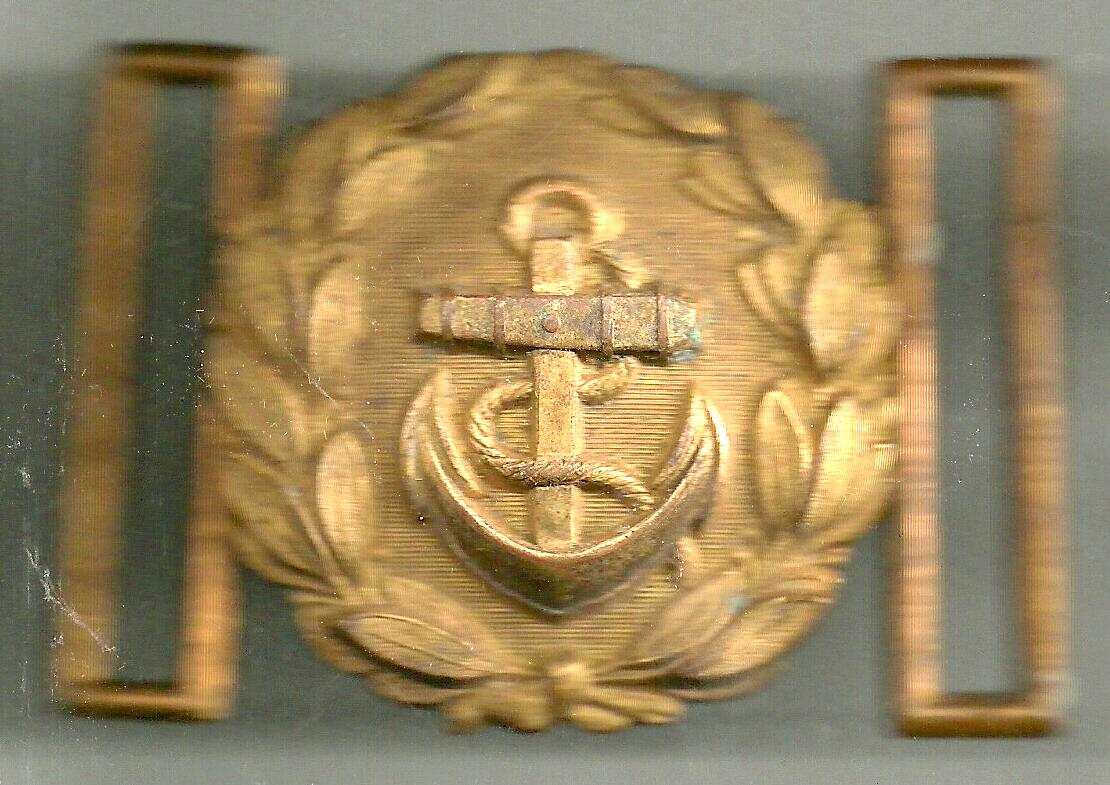
Koppelschloss für Paradeuniform der Offiziere (Kapitänleutnant) – Reichswehr und Wehrmacht

Die Reichswehr trug zunächst nur ein schlichtes Schnallenschloss am Einheitskoppel, ab 1925 ein Kastenschloss nach altem preußischem Vorbild mit republikanischem Sechseckadler (statt Königskrone) und der Umschrift GOTT MIT UNS.

### Wehrmacht bis 1945

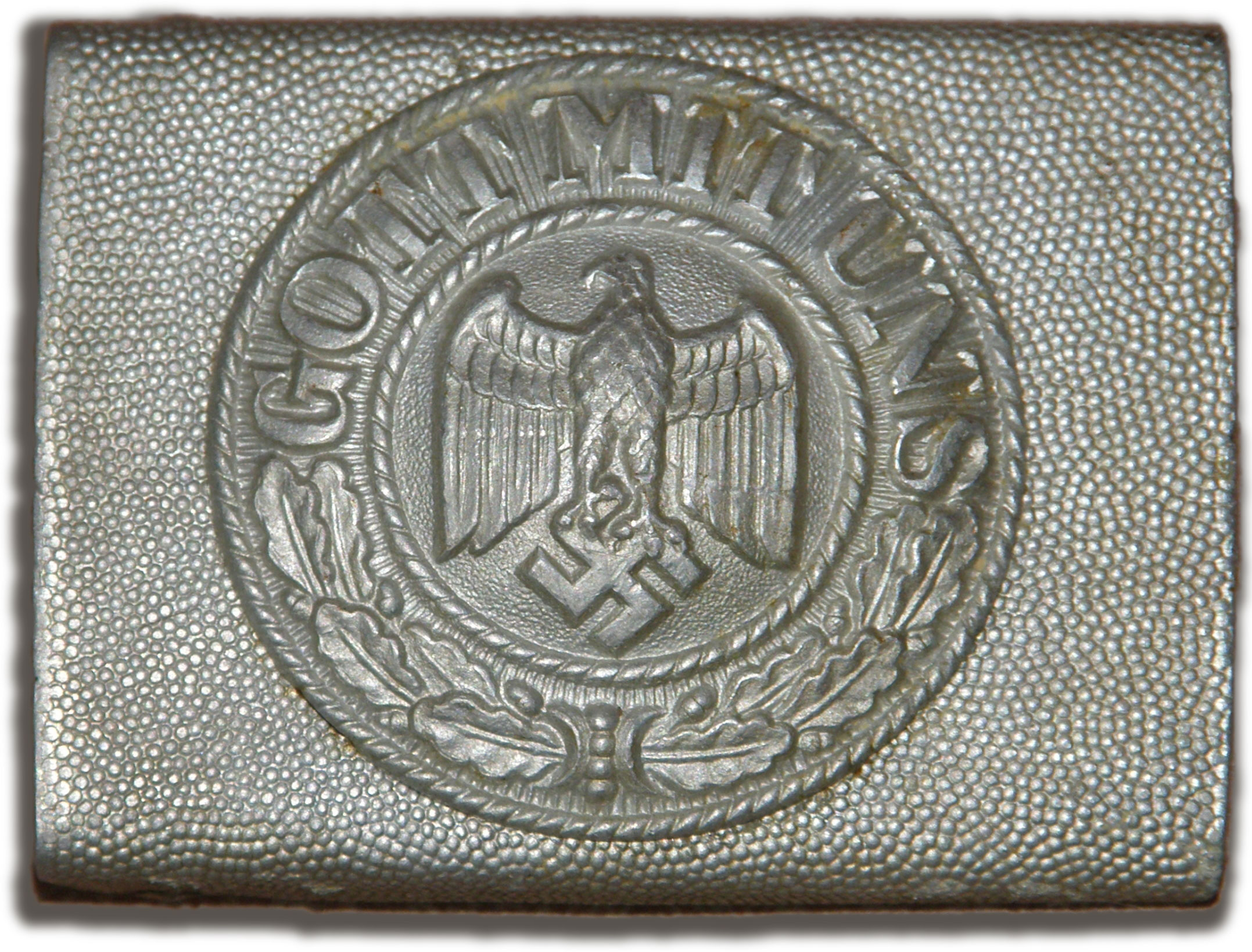
Koppelschloss aus Aluminium mit dem Hakenkreuzadler, GOTT MIT UNS (Zweiter Weltkrieg)

Die Wehrmacht trug das Koppelschloss nach preußischem Muster mit dem Hakenkreuzadler, abweichend mit halbem Kranz aus Eichenlaub und Umschrift GOTT MIT UNS (Luftwaffe und Marine abweichend).
Offiziere trugen zur Dienst- und Ausgehuniform kein Koppel. Für erstere gab es einen Ledergürtel mit Zweidornschnalle. Zu Paraden wurde ein Koppel angelegt, das der Feldbinde nachempfunden war (statt des Kastens eine Scheibe, die in einen Ring eingehakt wurde). Ein solches Schloss wurde auch von der Waffen-SS und einigen Parteiformationen der NSDAP geführt.

### Nach 1945

#### Bundeswehr

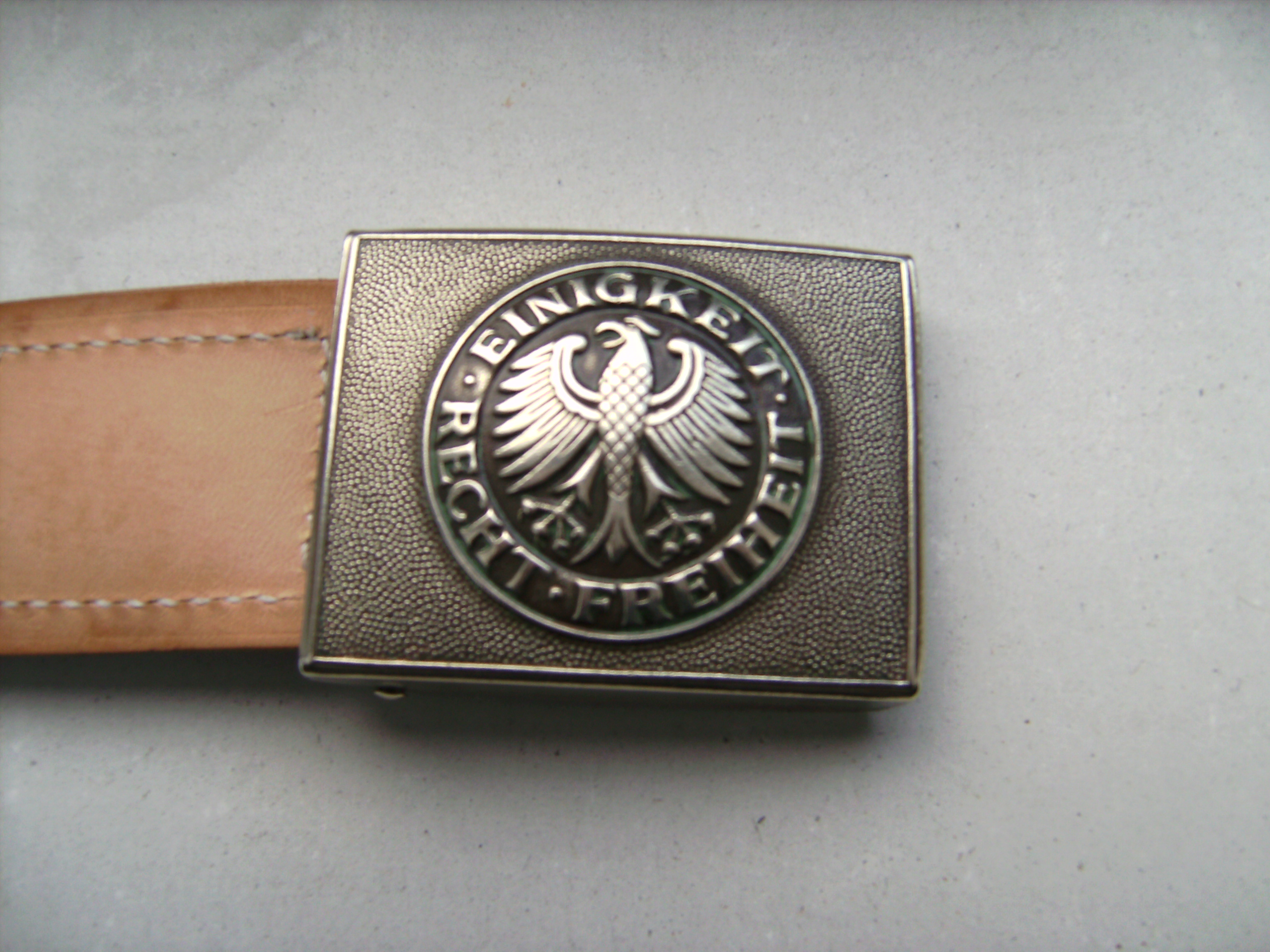
Bundeswehr

Bis 1962 wurde in der Bundesrepublik Deutschland von der Bundeswehr das Koppelschloss mit der Aufschrift „Gott mit uns“ verwendet. 
Das Koppelschloss der Bundeswehr ab 1963, das allerdings beim Heer ausschließlich zum großen Dienstanzug getragen wird, ist mit dem deutschen Bundesadler und der Umschrift Einigkeit – Recht – Freiheit versehen. Es besteht aus poliertem, gekörntem Weißmetall – bei der Marine und der Generalität aus Messing. Im Übrigen tragen die Soldaten im normalen Betrieb ein olivgrün lackiertes Messingkoppelschloss ohne Verzierungen.

#### Nationale Volksarmee

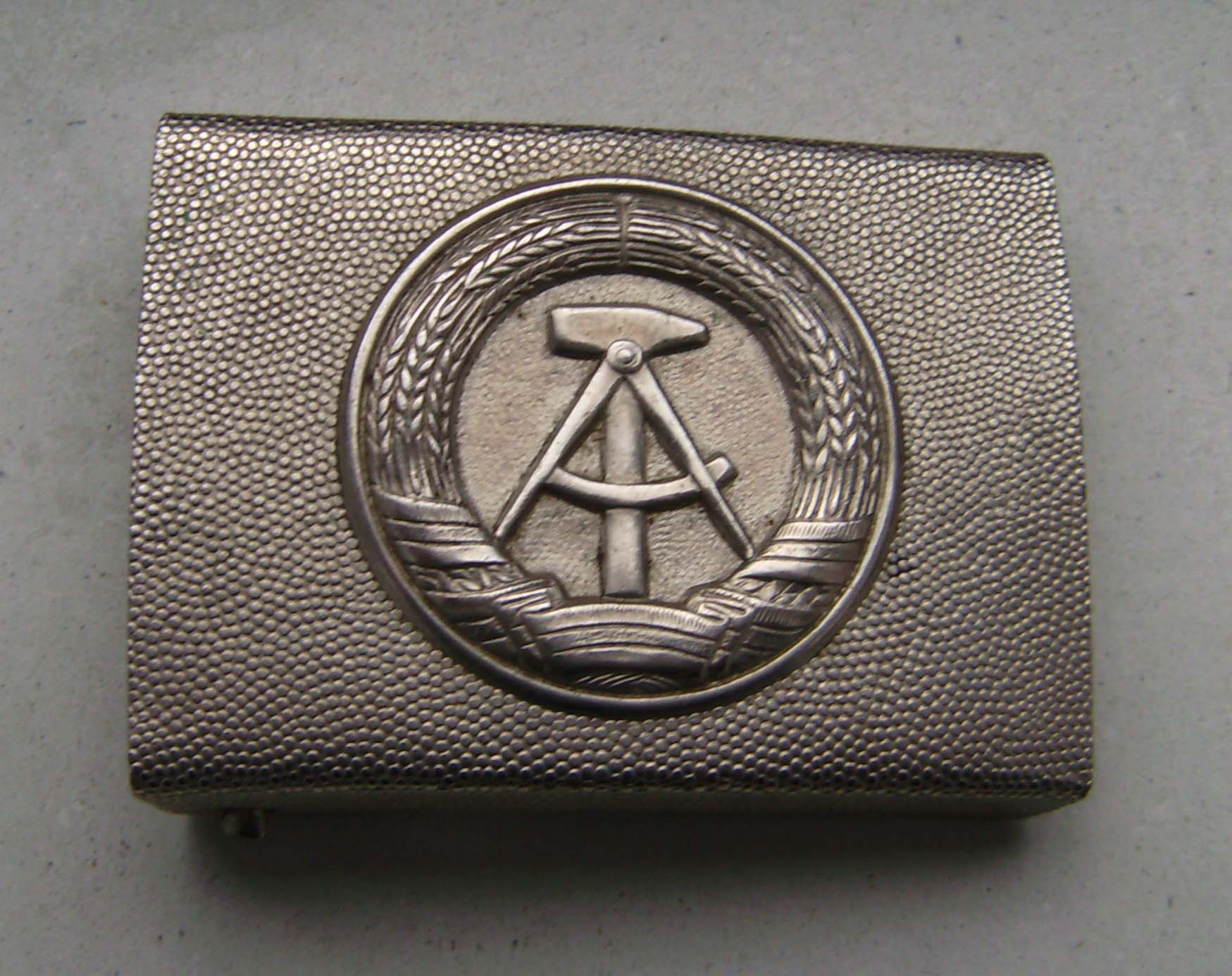
Nationale Volksarmee

Das Koppelschloss der NVA führte das Staatswappen der DDR. Es gab Ausführungen aus gekörntem Weißmetall und aus Aluminium.